# Mautner Sándor
Mautner Sándor (Devecser, 1903. december 2. – Flossenbürg, 1944) szabó.

## Élete
Mautner Miksa zalaerdődi születésű bérkocsi tulajdonos és a jánosházai születésű Schlesinger Mária fiaként jött a világra Devecseren zsidó családban. A Kommunisták Magyarországi Pártjába 1918 végén lépett be, majd a Tanácsköztársaság bukását követően aktivistaként dolgozott a Magyarországi Szociáldemokrata Pártnak. Angyalföldön lakott a Szent László úton, amit később róla neveztek el. 1931. október 31-én Budapesten, a Terézvárosban házasságot kötött a tápiószelei születésű Balla Erzsébettel, Balla János és Andó Terézia lányával. A második világháború során több szabotázsakcióban is részt vett, ezért elfogták és koncentrációs táborba került, ott ölték meg.

## Emlékezete
Budapest XIII. kerületében 1953 és 1990 között az ő nevét viselte a Szent László út.